# Clérey
Clérey település Franciaországban, Aube megyében. Lakosainak száma 1150 fő (2022. január 1.). Clérey Fresnoy-le-Château, Montaulin, Saint-Parres-lès-Vaudes, Saint-Thibault, Vaudes, Verrières és Villemoyenne községekkel határos.

## Népesség
A település népességének változása:
| Lakosok száma | 802  | 825  | 865  | 1056 | 1101 | 1098 | 1100 | 1127 | 1134 | 1150 |
|               | 1968 | 1982 | 1990 | 2006 | 2013 | 2015 | 2017 | 2019 | 2020 | 2022 |